# ミナ (歌手)

サイン

ミナ（英: MINA、朝: 미나、1997年〈平成9年〉3月24日 - ）は、日本出身のアイドル。ガールズグループであるTWICEおよびMISAMOのメンバー。TWICEでは、メインダンサーとサブボーカルを担当している。JYPエンターテインメント所属。アメリカ合衆国テキサス州サンアントニオ生まれ、兵庫県西宮市育ち。本名は名井 南（みょうい みな、英: Mina Sharon Myoi、ミナ・シャロン・ミョウイ）。

## 来歴

### 生い立ち
1997年3月24日、アメリカ合衆国テキサス州サンアントニオに生まれ、兵庫県西宮市で育つ。小学校から高校まで小林聖心女子学院に在学していた。
高校2年生の時、阪急うめだ本店のデパート地下で母親とショッピング中、JYPエンターテインメントの社員からスカウトを受けた。その後、グローバルオーディションを受けて合格。親の反対を押し切り、高校を中退して韓国へ渡り、2014年1月2日にJYPエンターテインメントの練習生となった。

### TWICEとして
2015年5月5日より、Mnetで放送された韓国のオーディション番組「SIXTEEN」に出演。練習生期間が1年10ヶ月と出演者の中でも特に経験が浅く、パク・ジニョンプロデューサーにも「見慣れない顔」と言われるほどであったが、最終的に16人の出演者の中からデビューメンバーの9人に選出された。その後10月20日に、「TWICE」のメンバーとして正式にデビューした。
 

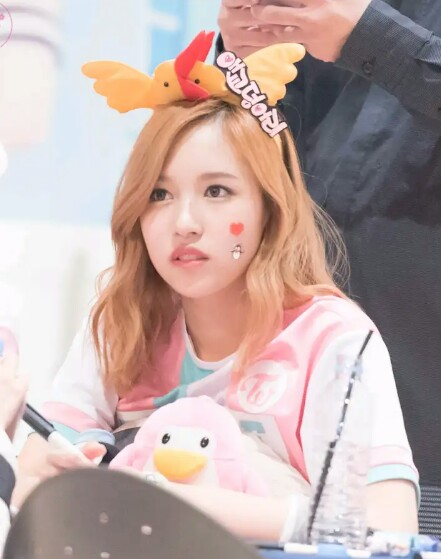
2018年

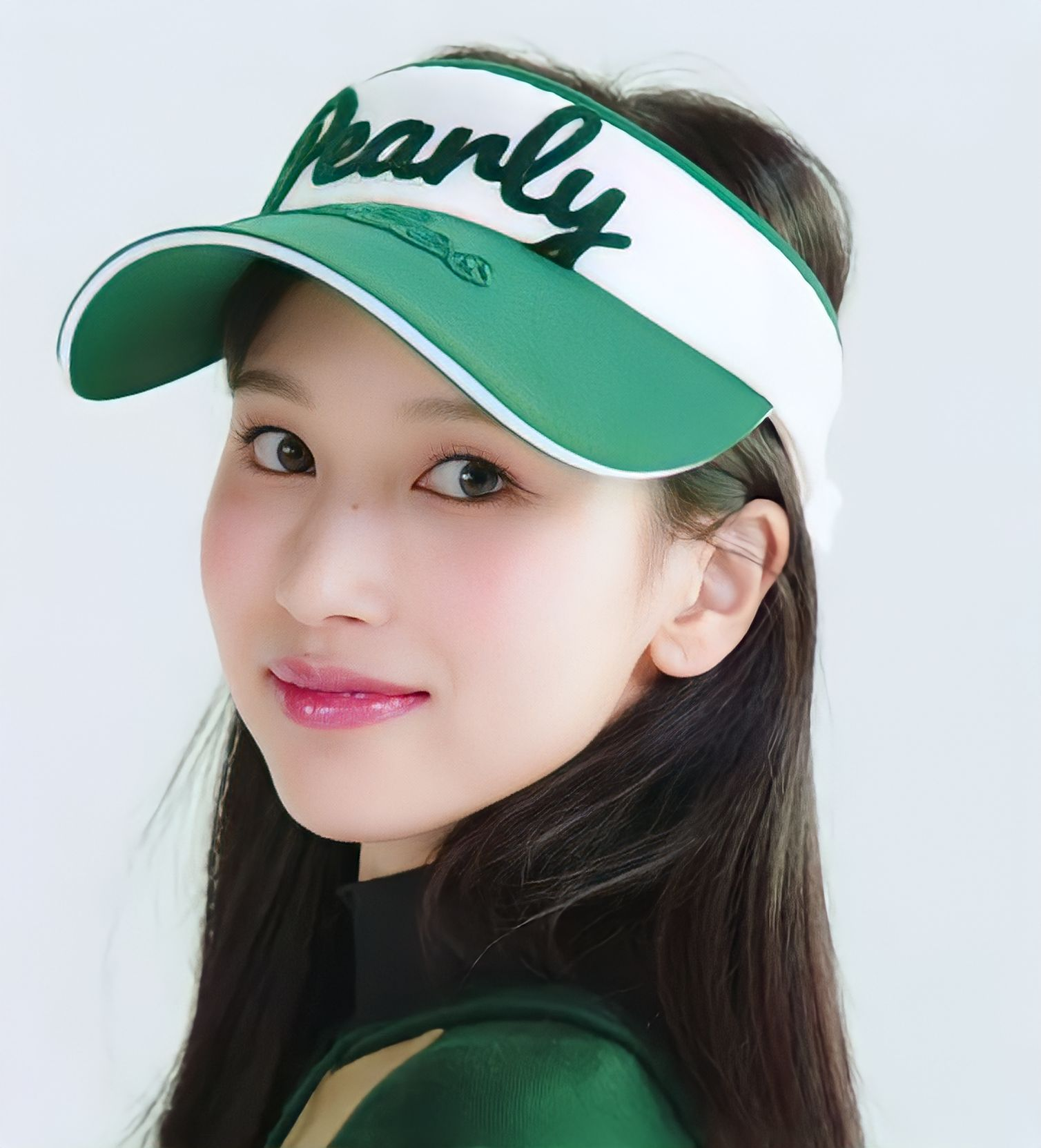
2023年

2019年7月11日、極度の心理的緊張と不安のために、予定していたワールドツアーの欠席を発表。のちに、病名が不安障害と診断された。同年10月、TWICEの4周年記念ファンミーティングにて、一時的なサプライズ登場を果たすものの、JYPエンターテインメントは「（ミナの）今後のスケジュールは未定であり彼女の健康状態を何よりも優先させる」と説明。休業中にリリースされたアルバム『Feel Special』と『&TWICE』では、楽曲レコーディングとミュージックビデオの収録には参加したが、テレビやコンサートの出演は残りの8人で行った。
前述したファンミーティング以降、本人は「自信を取り戻した」と語っており、10月以降はTWICE TVやV LIVE等の公式映像に登場するなど、歌番組への出演以外の仕事をこなすまでに回復。2020年にリリースされたミニアルバム『MORE & MORE』の活動では歌唱姿を披露し、復帰を果たした。
2023年7月26日、TWICEのサブユニット「MISAMO」デビュー。メンバーは他にモモ、サナ。

## 人物
身長は163cm, 血液型はA型。
メンバーカラーはミントグリーン。モモ、サナと並び、日本人メンバーの1人である。
「ミナリ」や「みーたん」の愛称で親しまれている。また、甘えん坊で寂しがりやの一面もあり、メンバーの後ろをついて歩いていくことから、ファンの間ではしばしば「ペンギン」とも呼ばれている。バレエを習っていたことから特有のガニ股で歩く癖があり、その姿がペンギンっぽいこともそう呼ばれる理由のひとつ。
日本とアメリカの両方に市民権を持つ二重国籍者であったが、両親共に日本人で、かつ物心つく前に日本へ帰国したことから、渡韓するまでは母国語である日本語以外を話すことはできなかった。
小林聖心女子学院中学校・高等学校に在学していたころは、E.D.C.（英語劇）クラブに在籍していた。理由は、先輩がダンスクラブを作ろうとしたが学校から許可が降りず、唯一ダンスを踊れたのがE.D.C.クラブだったから。
趣味はゲームで、休みの日には3時間ゲームに費やしている。また、手先が器用で、刺繍や編み物,レゴが得意である。
2024年からハイジュエリーメゾンである『ブシュロン』のジャパンアンバサダーを務めている。
ギャラップの2019年「アイドル選好度トップ20」で20位にランクイン。

## ディスコグラフィ

### ソロカバー
| 年   | 曲名        | アーティスト | 収録アルバム |
| ---- | ----------- | ------------ | ------------ |
| 2016 | Good Person | Toy          |              |
| 2021 | SnowMan     | Sia          |              |

### 作詞のクレジット
| 年   | 曲名                  | 収録アルバム  | 共同作業者                               |
| ---- | --------------------- | ------------- | ---------------------------------------- |
| 2018 | Shot thru the heart   | Summer Nights | モモ、サナ                               |
| 2019 | 21:29                 | Feel Special  | TWICE                                    |
| 2022 | Celebrate             | Celebrate     | J.Y. Park "The Asiansoul"、TWICE、Co-sho |
| 2023 | It's not easy for you | Masterpiece   | Risa Horie                               |
| 2024 | Misty                 | Haute Couture | Gratia                                   |

## 出演

### バラエティ
| 年度 | 放送局  | タイトル                   | 役割         | 備考                                                              | 参考          |
| ---- | ------- | -------------------------- | ------------ | ----------------------------------------------------------------- | ------------- |
| 2015 | Mnet    | SIXTEEN                    | 出場者       | オーディション番組                                                | [ 23 ] [ 24 ] |
| 2015 | MBC     | マイ・リトル・テレビジョン | ゲスト       |                                                                   | [ 25 ]        |
| 2016 | SBS     | ボーカル戦争－神の声       | ゲスト       |                                                                   | [ 26 ]        |
| 2016 | Mnet    | HIT THE STAGE              | ゲスト       | with モモ(TWICE)                                                  | [ 27 ]        |
| 2016 | tvN     | SNL KOREAシーズン8         | ホスト       | with ジヒョ(TWICE)、モモ(TWICE)、チェヨン(TWICE)                  | [ 28 ]        |
| 2017 | Mnet    | アイドル学校               | ゲスト       | with モモ(TWICE)                                                  | [ 29 ]        |
| 2018 | MBC     | 覆面歌王                   | 芸能人判定団 | with モモ(TWICE)、チェヨン(TWICE)、ウングァン(BTOB)               | [ 30 ]        |
| 2018 | KBS 2TV | ギャグコンサート           | ゲスト       | with サナ(TWICE)、ジヒョ(TWICE)、ダヒョン(TWICE)                  | [ 31 ]        |
| 2018 | JTBC    | HIDDEN SINGER 5            | ゲスト       | ホン・ジニョン編 with サナ(TWICE)、ジョンヨン(TWICE)              | [ 32 ]        |
| 2020 | KBS 1TV | 6時、私の故郷              | ゲスト       | with サナ(TWICE)、モモ(TWICE)、ジョンヨン(TWICE)、チェヨン(TWICE) | [ 33 ]        |
| 2020 | MBC     | 探してほしい！ ホームズ    | ゲスト       | with ジヒョ(TWICE)                                                | [ 34 ]        |

### ラジオ
| 年度 | 放送局      | タイトル                       | 役割   | 参考   |
| ---- | ----------- | ------------------------------ | ------ | ------ |
| 2020 | KBSクールFM | チョン・ウンジの歌謡広場       | ゲスト | [ 35 ] |
| 2021 | SBSパワーFM | チェ・ファジョンのパワータイム | ゲスト | [ 36 ] |

### ミュージックビデオ
| 年   | 楽曲                         | アーティスト    | 収録アルバム | 投稿元                             |
| ---- | ---------------------------- | --------------- | ------------ | ---------------------------------- |
| 2014 | FEEL (Full Ver.)             | ジュノ（2PM）   | FEEL         | 2PM Japan Official YouTube Channel |
| 2014 | FEEL (Korean Ver.)           | ジュノ（2PM）   | FEEL         | JYP Entertainment                  |
| 2014 | Stop stop it (하지하지마)    | GOT7            | Identify     | JYP Entertainment                  |
| 2015 | Only You (다른 남자 말고 너) | miss A          | Colors       | JYP Entertainment                  |
| 2015 | R.O.S.E (Full Ver.)          | ウヨン（2PM）   | R.O.S.E      |                                    |
| 2016 | Fire                         | パク・ジニョン  | Still Alive  | Team Coco                          |
| 2017 | Winter 一人                  | テギョン（2PM） | Winter 一人  | 2PM Japan Official YouTube Channel |

### CM
- マックスファクター『SK-II』（2022年 - ）

## 書籍
- Yes, I am Mina. / 1ST PHOTOBOOK (Gray ver. / Pink ver.)（TWICE、2021年）